# Cop Car
Cop Car (no Brasil, A Viatura; em Portugal, Carro da Polícia) é um filme americano de estrada e suspense de 2015, co-escrito, co-produzido e dirigido por Jon Watts e estrelado por Kevin Bacon. Estreou nos cinemas americanos em 7 de agosto de 2015.

## Premissa
O filme segue dois meninos jovens que se deparam com um carro da polícia abandonado de um xerife corrupto.

## Elenco
- Kevin Bacon como Xerife Kretzer
- James Freedson-Jackson como Travis
- Hays Wellford como Harrison
- Camryn Manheim como Bev
- Shea Whigham como Man
- Sean Hartley como Policial da Motocicleta
- Kyra Sedgwick como Despacho
- Loi Nguyen como Garçom
- Sit Lenh como Anfitriã
- Chuck Kull como Oficial #1
- Thomas Coates como Oficial #2

## Lançamento
Cop Car estreou no Festival Sundance de Cinema em 24 de janeiro de 2015. O filme foi lançado nos cinemas em 7 de agosto de 2015 pela Focus World, que adquiriu direitos de distribuição ao filme em 28 de janeiro de 2015.
Sua estreia no Brasil ocorreu em 8 de dezembro de 2015 diretamente em DVD.

## Recepção
Cop Car recebeu críticas geralmente positivas dos críticos. No Rotten Tomatoes, o filme tem uma aprovação de 79%, com base em 77 resenhas, com uma nota média de 7/10. O consenso crítico do site diz: "Cop Car possui uma ótima premissa e um ato de abertura severamente emocionante - e para alguns espectadores, isso será suficiente para compensar o desfecho desigual do filme." No Metacritic, o filme tem uma pontuação de 66, com base em 21 resenhas, indicando "Avaliações geralmente favoráveis".
Bruce Demara, do Toronto Star, deu ao filme três de quatro estrelas, dizendo "Ancorado por performances sólidas e um roteiro tenso, Cop Car é um passeio de emoção cheio de tensão." Brian Moylan, do The Guardian, concedeu ao filme quatro de cinco estrelas, dizendo: "O filme culmina em uma disputa prolongada que mantém a audiência no limite por mais tempo do que confortável. Eu quero dizer isso como um elogio." Michael O'Sullivan, do The Washington Post, deu ao filme duas de quatro estrelas, dizendo que "Cop Car constrói um bom suspense, misturando comédia sombria, de tal forma que um humor nunca sobrecarrega o outro." Bill Goodykoontz, do The Arizona Republic, deu ao filme três estrelas e meia de cinco, dizendo que "Bacon pode interpretar praticamente qualquer coisa, e ele está se divertindo aqui como um cara que não é suficientemente inteligente para se manter fora de problemas, mas suficientemente esperto para tentar desenterrar-se disso. É divertido de assistir." Todd McCarthy, do The Hollywood Reporter, deu ao filme uma crítica negativa, dizendo: "Uma premissa potencialmente divertida logo não se torna nada divertida em Cop Car, um thriller de ação de baixo custo desafiado pela imaginação." Peter Debruge, da Variety, deu ao filme uma revisão positiva, dizendo: "Watts demonstra controle magistral, empurrando-se contra os limites do que podemos tomar (até mesmo os não-pais serão chocalhados assistindo os meninos manuseando as armas carregadas) e, no entanto, em cada turno, o roteiro fica sem o potencial completo do filme, perdendo oportunidades que poderiam ter feito disto um clássico."